# بپر داخل!
بپر داخل! (به انگلیسی: Jump In!) یک فیلم موزیکال آمریکایی است که در سال ۲۰۰۷ در سینماها اکران شد. اکران سینمایی فیلم در آمریکا در ۱۲ ژانویه ۲۰۰۷ شروع شد.  محل فیلمبرداری از ژوئن ژوئیه سال ۲۰۰۶ در تورنتو، کانادا.

## بازیگران
- کوربین بلو (ایزادور دانیلز)
- کیکی پالمر (مریم توماس)
- دیوید ریورز (کنت دانیلز)